# 阿考昂
阿考昂（葡萄牙語：Acauã）是巴西皮奥伊州的一个市镇。总面积1029.41平方公里，总人口6040人，人口密度5.9人/平方公里。